# Blue Wisp Big Band
Blue Wisp Big Band er et amerikansk big band fra Cincinnati, dannet i 1980´erne, hvis repertoire primært spænder over den mere moderne jazz. Orkesteret har bestået af mange forskellige, amerikanske jazzmusikere, mens trommeslageren John Von Ohlen og trompetisten Tim Hagans har været faste medlemmer. Sidstnævnte har også været komponist og arrangør for orkesteret.

## Diskografi
- The Blue Wisp Big Band of Cincinnati (WKRC-TV Records, 1981)
- Butterfly (Mopro, 1982)
- The Smooth One (Mopro, 1983)
- Live at Carmelo's (Mopro, 1984)
- Rollin' with Von Ohlen (Mopro, 1985)
- 20th Anniversary (Sea Breeze, 2001)
- A Night at the Wisp (Sea Breeze, 2003)
- Tribute (Sea Breeze, 2007)